# Ptychadena upembae
Ptychadena upembae és una espècie de granota que viu a Angola, República Democràtica del Congo, Malawi, Moçambic, Zàmbia i, possiblement també, a Tanzània.